# Вилен (река)
Вилен (фр. Vilaine) је река у Француској. Дуга је 218 km. Улива се у Атлантски океан. 